# Lieu historique national du parc Hatley
Le Lieu Historique National de Hatley Park (anglais: Hatley Park National Historic Site) est un domaine situé à Colwood,Colombie-Britannique dans le Grand Victoria au Canada. Il contient notamment le château Hatley qui fut construit entre 1908 et 1909 pour l'ancien lieutenant gouverneur et homme d'affaires de la Colombie-Britannique, James Dunsmuir.
De 1940 à 1995, ce château servit à des fins militaires canadiennes pour le collège militaire Royal Roads. Aujourd'hui, il est utilisé comme un centre de formation naval. Depuis 1995, le manoir et le domaine sont occupés par l'Université Royal Roads.
Ce château fait l’objet de quelques mesures de protection. En 1986, la résidence fut classée édifice fédéral du patrimoine par le bureau d'examen des édifices fédéraux du patrimoine. Le 17 avril 1995, la résidence fut également désignée lieu historique national du Canada sur recommandation de la commission des lieux et monuments historiques du Canada.
Le vaste domaine du site historique a des jardins à la française, d'anciennes terres agricoles, et sentiers à travers les positions matures de la forêt primaire et la forêt secondaire, y compris de large Sapin de Douglas et Cèdre de l'Ouest.

## Histoire

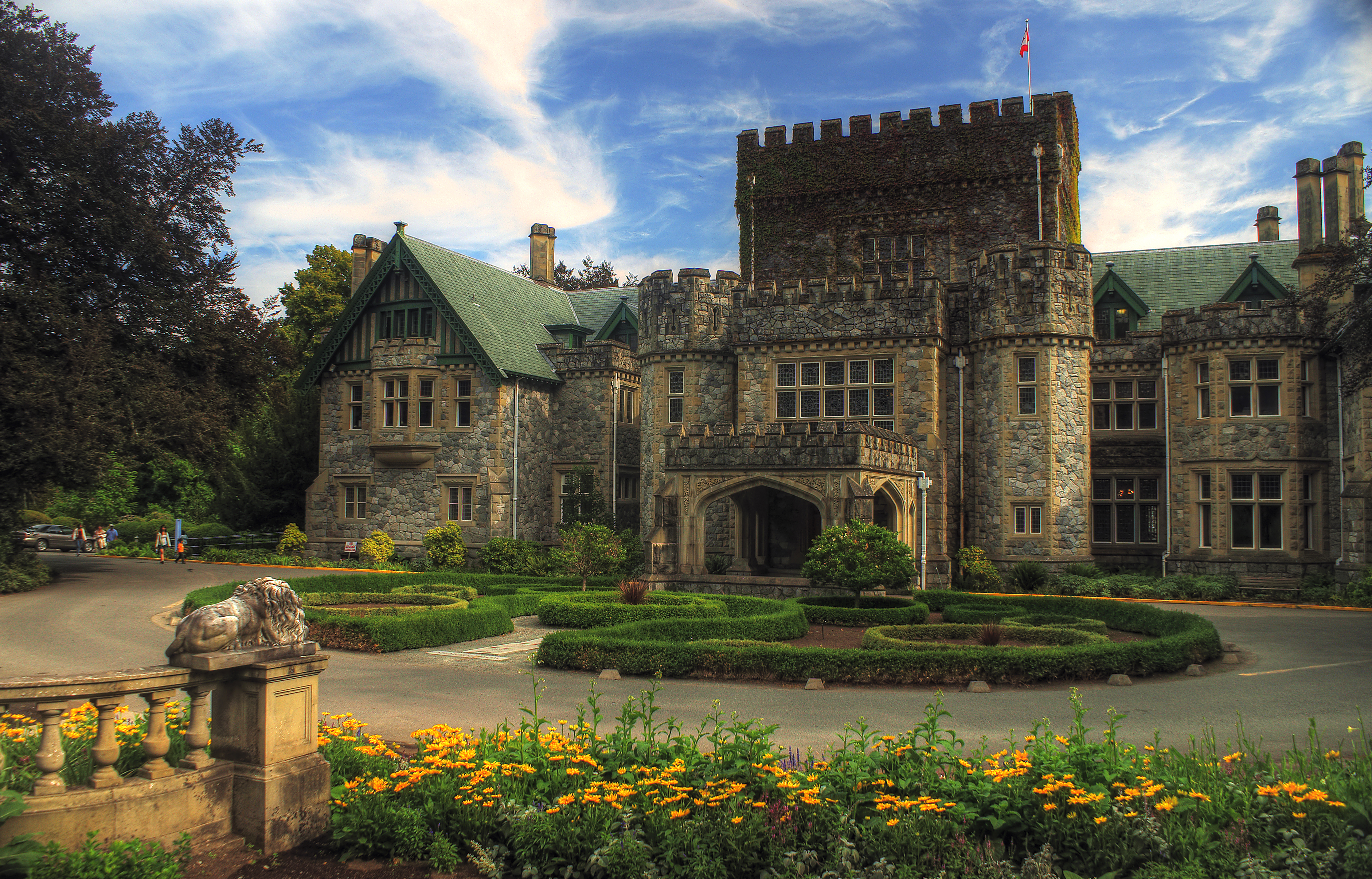
Château d'Hatley, août 2009.

### Château Hatley et ses jardins
Avant la colonisation par les Européens, la zone fut habitée pendant des milliers d'années par différents peuples autochtones. Les Salish de la côte, habitants historiques, ont ramassé des baies et des bulbes de Camassia dans la région. Ils ont récolté des écorces de cèdre pour fabriquer des vêtements et des abris.
Les colons Euro-Canadiens ont commencé à cultiver la région durant les années coloniales, jusqu'au début des années 1900.
En 1906, le Lieutenant Gouverneur de la Colombie-Britannique, James Dunsmuir, qui était d'origine écossaise, acheta la propriété. Avec son épouse Laura, ils chargèrent l'architecte canadien de renom Samuel Maclure de construire un manoir de 40 pièces dans le style seigneurial écossais. Le style néo-Tudor était très populaire à l'époque édouardienne. La famille Dunsmuir créa de nombreux et magnifiques jardins à la française, faisant appel aux services des célèbres paysagistes américains Franklin Brett et George D. Hall, venant de Boston, Massachusetts. Les Dunsmuir nommèrent leur domaine "Hatley Park", dans la tradition des domaines privés britanniques et européens. Le château est devenu un monument et fut occupé par les descendants de la famille Dunsmuir jusqu'aux dernières années de la Grande Dépression.

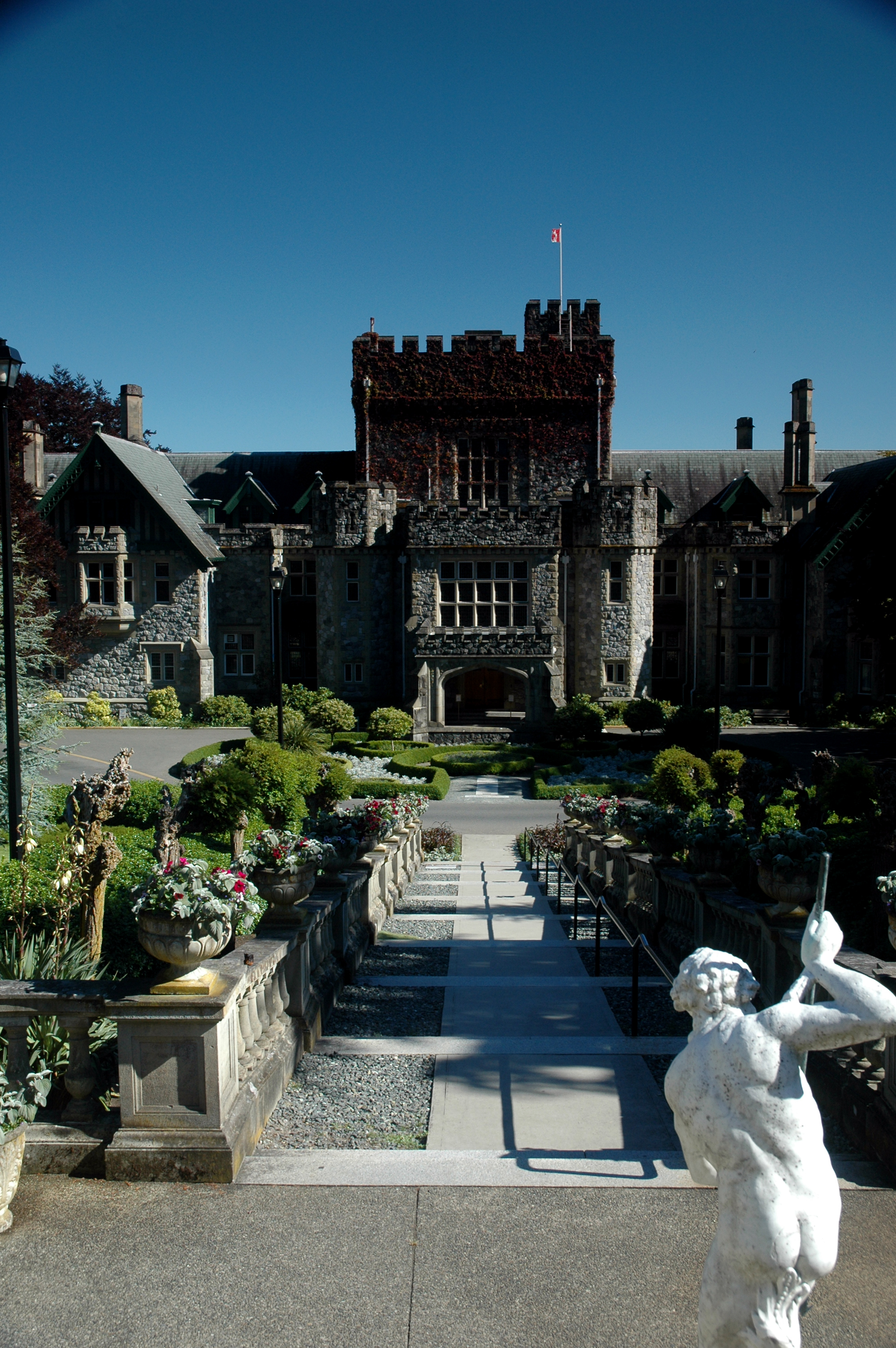
Château d'Hatley.

La famille a vendu la propriété au Gouvernement du Canada en 1939. Le gouvernement a bradé une partie des terres, pendant cinq jours en juin 1939, "Maynard & Sons" (Maynard et fils en français) a réalisé une vente aux enchères publique de 927 lots. En 2008, le 100e anniversaire du Château Hatley a été célébré.
Sur une plaque de la Commission des lieux et monuments historiques du Canada on peut lire:

« Hatley Park. Ce superbe exemple de parc édouardien fut aménagé pour James et Laura Dunsmuir au début du XXe siècle. Au centre se dresse un manoir de style néo-Tudor, dont la conception pittoresque est mise en valeur par un riche éventail de décorations et d'un bon savoir-faire. Le parc, présentant une variété de végétation exotique et endémique, se déroulent des jardins à la française aux espaces de loisirs, terres agricoles et forêts. Acquis par les forces armées canadiennes en 1940, Hatley Park a évolué pour satisfaire les besoins du Collège Militaire Royal Roads d'une manière qui a su préservé son caractère essentiel édouardien. »

Le groupe Collège Militaire Royal Roads se compose de 15 joueurs de flûtes et batteurs et 30 musiciens de cuivres et d'instrument à anche qui ont enregistré en 1983-4 un Long Play. Le maître de première classe Gabby R. Bruner, chef du groupe EMRR de 1979 à 1985 a composé 'Hatley Park' comme la marche rapide officiel pour EMRR, et 'Dunsmuir Castle', pour la visite de la reine Élisabeth pour EMRR en 1983.

### Résidence royale planifiée
Avant que la Seconde Guerre mondiale n'éclate, des plans d'urgence ont été faits pour le roi George VI, sa femme La Reine Mère, et leurs deux filles, les princesses Élisabeth II et Margaret, de résider au Canada. Le Conseil de la Couronne fédéral a acheté Château Hatley en 1940 pour l'utiliser comme résidence royale du Roi. La Famille Royal et le Gouvernement ont finalement choisi de demeurer au Royaume-Uni pendant toute la guerre, et la famille est restée à Londres.

### Collège Militaire Royal Roads
Le gouvernement canadien transforma le manoir en centre de formation navale. Dès 1948, il fut connu sous le nom de Collège Militaire Royal Roads. L'origine de ce nom est due à la rade Royal Roads (en), qui forme l'entrée du port d'Esquimalt (en) à partir du détroit de Juan de Fuca se situant à l'est de l'établissement. Le collège militaire ferma en 1995 et le domaine fut loué à la province de la Colombie-Britannique. Cette même année, le château et le parc furent désignés lieu historique national du Canada.
En septembre 1995, l'Université Royal Roads fut ouverte en tant qu'université publique conférant des diplômes universitaires. Elle loue le campus au ministère de la Défense nationale pour 1 $ par année. L'université gère toutes les responsabilités d'intendance liées au site, y compris la gestion du site, les opérations, la préservation et la restauration du patrimoine, elle informe également le public sur l'histoire du site et ses ressources naturelles.

## Jardins d'Hatley

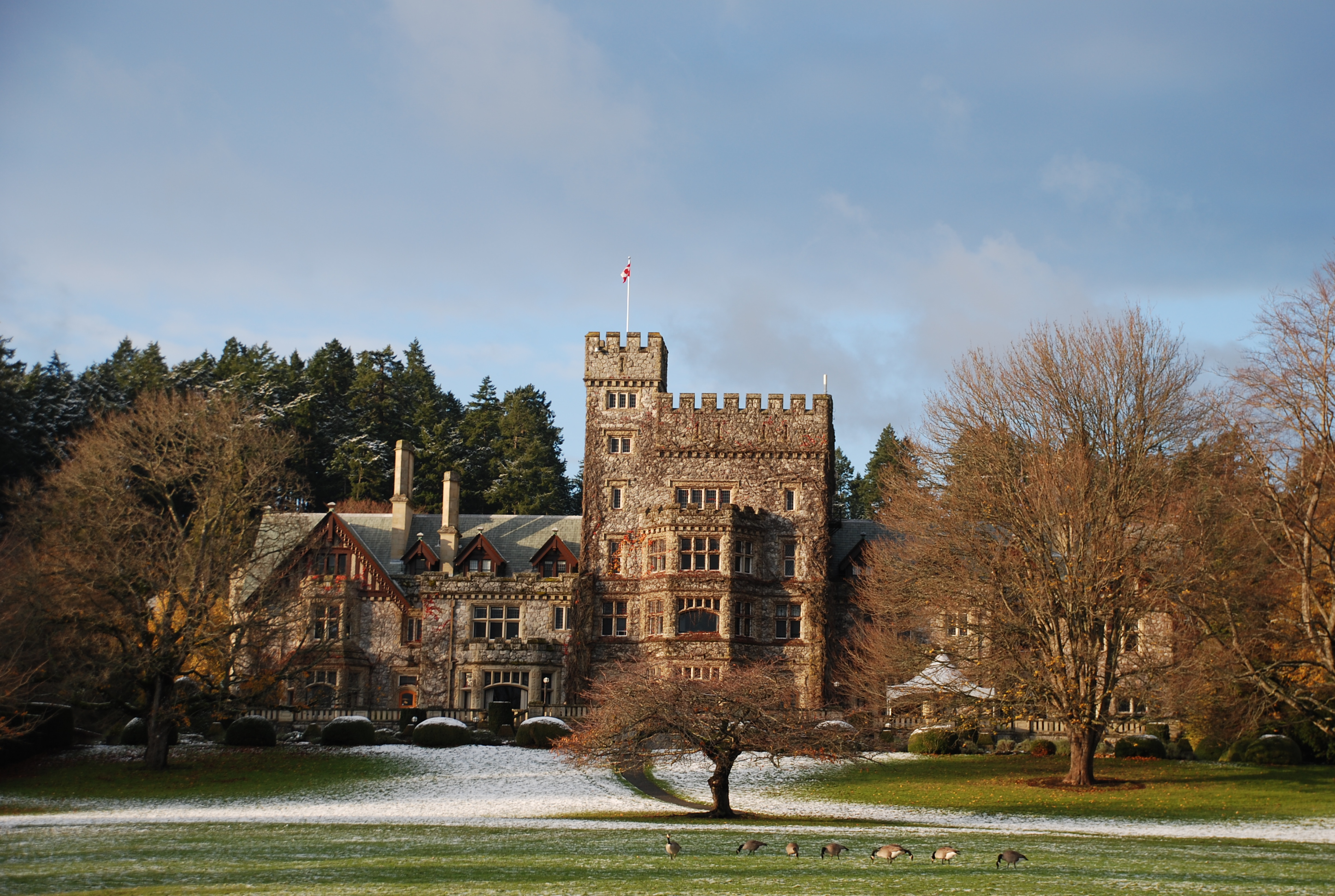
Université Royal Road

Désireux de posséder un espace floral, durant l'année 1912, les Dunsmuirs ont décidé de faire appel à deux américains qui étudient avec Frederick Law Olmsted, Franklin Brett et George D.Hall, tous deux sont originaires de Boston. Pour la composition de l'ensemble de la propriété, ils ont élaboré un classique parc édouardien. Le schéma de la disposition du jardin est composé de quatre espaces de panorama visible. Le jardin se parcourt de la façon suivante : tout d'abord du proche du Château Hatley on peut trouver 9 chambres de jardin à la française, en suivant le chemin on arrive sur des espaces de loisirs, puis des terres agricoles et pour finir sur la forêt disposée tout autour du domaine.
Pour maintenir le domaine, pendant la période Dunsmuir, une centaine de jardiniers et gardiens se sont succédé. Durant la période où les cadets Dunsmuir s'occupaient du Collège militaire Royal Roads, l'État canadien, par l'intermédiaire du Ministère de la Défense Nationale, a contribué à la préservation de l'identité du domaine, en employant 50 jardiniers et gardiens.
À l'heure actuelle, pour maintenir les 565 acre (228,65 ha) du domaine, l'Université Royal Roads a embauché cinq jardiniers à temps plein, un arboriste, un conservateur de jardin, un gestionnaire et sept jardiniers et gardiens saisonniers, les jardins à la française sont maintenus également.
L'université ne percevant aucune subvention fédérale, provincial ou municipal pour entretenir les lieux, les jardiniers sont obligés de choisir quels espaces verront leur présentation améliorée. Et actuellement, les rosiers japonais et les jardins à l'italienne ont été choisis pour être des espaces de démonstration.

### La controverse des prix d'entrées
Durant juin 2006, comme les coûts pour la sauvegarde du patrimoine n'était pas financés (environ 20 millions de dollars pour les dix années suivantes selon les prévisions), l'Université a fixé des tarifs d'entrée à ses principaux anciens jardins, qui représentent un peu moins de 5 % des 565 acre (228,65 ha) du domaine, ce qui a créé des polémiques. Ayant eu des difficultés pour inclure le parking avec le ticket d'entrée à usage multiple (comme un ticket de métro), URR a fixé un tarif unique pour un seul accès au jardin, soit un montant de départ de 12 $ par adulte dont 8 $ sont pris pour l'accès au jardin pour les adultes. En plus de cela, les habitants de Colwood se sont vus offrir un passe accès libre, auquel s'ajoute le passe de jardin d'été pour les quatre mois de la saison à 15 $ pour les habitants de Greater Victoria (ville voisine de Colwood). Tout cela n'a pas aidé à éteindre les polémiques sur les prix d'entrées.

## Utilisations dans les séries télévisées et les films
- Le château Hatley est montré dans la série télévisée Smallville. Il s'agit du manoir des Luthor, où vit Lex[5].
- Le château est le cadre de la saga de films X-Men (au début des années 2000) et abrite l'école du Professeur Xavier pour Jeunes Mutants. Il a d'abord été utilisé en 1996 pour le Téléfilm X-Men Génération X[5]. Il réapparaît dans le film Deadpool (2016) et sa suite, Deadpool 2  (2018).
- Dans la série télévisée Arrow, c'est le manoir des Queen[5], ou vivent Oliver Queen et sa famille.
- Le château a servi de cadre à la série Poltergeist : Les Aventuriers du surnaturel, hébergeant les locaux de la société secrète au centre de la série[6].
- Il est aussi le lycée d'Auradon, cadre du film Descendants de Disney (2015).

## Bâtiments
Le Registre des Édifices du Patrimoine du Gouvernement du Canada énumère 9 bâtiments reconnus et 1 bâtiment classé sur les terres du Lieu Historique National du Hatley Park.
| Bâtiment (Année de Construction)                                     | Importance |
| -------------------------------------------------------------------- | --- |
| Poste de garde - Bâtiment 38 (1938)                                  | Édifice fédéral du patrimoine reconnu le 17/10/2002. |
| Corps de garde principal de la route Belmont (1908)                  | Édifice fédéral du patrimoine reconnu le 15/12/2000. |
| Étable et Laiterie - Bâtiment RR6 (De 1912 à 1916)                   | Édifice fédéral du patrimoine reconnu le 15/12/2000. La laiterie d'origine de style Tudor et les étables ont été converties en laboratoires et salles de classe pour la physique et l'océanographie. Le bâtiment a été rénové en 1998 en laboratoires de recherche et d'informatique. |
| Pavillon d'entrée - Bâtiment RR8 (De 1912 à 1916)                    | Édifice fédéral du patrimoine reconnu le 15/12/2000. |
| Pavillon Grant - Bâtiment 24 (1942)                                  | Édifice fédéral du patrimoine reconnu le 10/05/1990. Le bâtiment universitaire principal, les laboratoires, la Cafétéria, et les bureaux ont nommé pour Premier Commandant du Collège militaire Royal Roads, le Capitaine John Moreau Grant. Le bâtiment a été rénové récemment.      |
| Gymnase - Complexe Sportif - Bâtiment RR22 (1942)                    | Édifice fédéral du patrimoine reconnu le 15/12/2000. Description du Gymnase : Gymnase, Musculation, Studio de Fitness, courts de Squash, Courts de tennis en extérieur. |
| Château Hatley (De 1908 à 1909)                                      | Édifice fédéral du patrimoine classé le 17/04/1986. Centre administratif de l'Université Royal Roads. De 1941 à 1943 quand le Pavillon Grant a été achevé, le Château a servi de dortoir et de réfectoire pour les cadets et les officiers du CMRR.                                   |
| Hatley Park / Ancien Collège militaire Royals Roads (De 1908 à 1913) | Lieu historique national du Canada désigné le 06/07/1995. |
| Aile Millward (de l'édifice Nixon) (1991)                            | Les bureaux, dortoirs, ont été appelés ainsi en souvenir de l'ancien général de division aérienne James Bert Millward le 4e Commandant du CMRR. (ses décorations DFC (Bar), GdG(F), CD, RCAF 1949-52)                                                                                 |
| Édifice Nixon - Bâtiment RR24A (De 1954 à 1956)                      | Édifice fédéral du patrimoine reconnu le 15/12/2000. Salles de classe, dortoirs appelé ainsi en souvenir de l'ancien Commandant Nixon du Collège Navale Royal du Canada, lorsqu'il a été rétabli Esquimalt, Colombie-Britannique en 1918.                                             |
| Écurie / Garage - Bâtiment RR4 (1914)                                | Édifice fédéral du patrimoine reconnu le 15/12/2000. Les étables et le garage de James Dunsmuir ont été plus tard convertis en salles de classe, Résidence universitaire, en centre social connu sous le nom Centre de Conférence le Mews.                                            |
| Piscine - Bâtiment RR22A (1959)                                      | Édifice fédéral du patrimoine reconnu le 15/12/2000. Bâtiment de deux étages, en béton blanc composée de volumes cubiques horizontaux. |

## Source
- (en) Cet article est partiellement ou en totalité issu de l’article de Wikipédia en anglais intitulé « Hatley Park National Historic Site » (voir la liste des auteurs).